# Karen Mills
Karen Gordon Mills, född 14 september 1953 i Wellesley, Massachusetts, är en amerikansk politiker (Demokratiska partiet) och ämbetsman. Hon var den 23:e chefen för Small Business Administration (SBA), som är en federal myndighet som förser småföretag med kapital och statliga entreprenader, rådgivning och utbildning, samt katastrofhjälp. Hon nominerades av Barack Obama den 19 december 2008, godkändes av en enhällig senat den 2 april 2009 och avlade ämbetsed den 6 april 2009. Från den 13 januari 2012 ingår SBA-chefen i USA:s kabinett. Den 11 februari 2013 tillkännagav Mills att hon skulle avgå som chef för SBA.